# همخوان هجایی
همخوان هجایی (به انگلیسی: Syllabic Consonant یا Vocalic Consonant) همخوانی است که به تنهایی یک هجا به شمار می‌آید. برای مثال همخوان‌های m و n و l به ترتیب در واژه‌های /rhythm /ˈrɪðm و /button /ˈbʌtn و /bottle /ˈbɑ:tl یک همخوان هجایی به شمار می‌روند.